# Kaylee McKeownová
Kaylee Rochelle McKeown [mekjúen] (nar. 12. července 2001 Redcliffe, Queensland) je australská plavkyně a mnohonásobná olympijská medailistka, držitelka světových rekordů na 50 m a 200 m v plavání na znak. Vyhrála po dvou individuálních zlatých medailích na LOH 2020 i 2024, a další medaile v rámci družstev.
Roku 2022 byla oceněna medailí Australského řádu (OAM). V roce 2023 ji World Aquatics vyhlásila nejlepší plavkyní roku.

## Držené rekordy
Stav v červenci 2024:
- 50 metrů znak: 26,86 s (z 20. října 2023)
- 200 metrů znak: 2:03.14 (z 10. března 2023)
- 200 m znak v krátkém bazénu: 1:58.94 (z 28. listopadu 2020)